# 118-та єгерська дивізія (Третій Рейх)
118-та єгерська дивізія (Третій Рейх) (нім. 118. Jäger-Division) — дивізія Вермахту за часів Другої світової війни. Раніше була знана як 718-та піхотна дивізія (нім. 718. Infanterie-Division).

## Історія

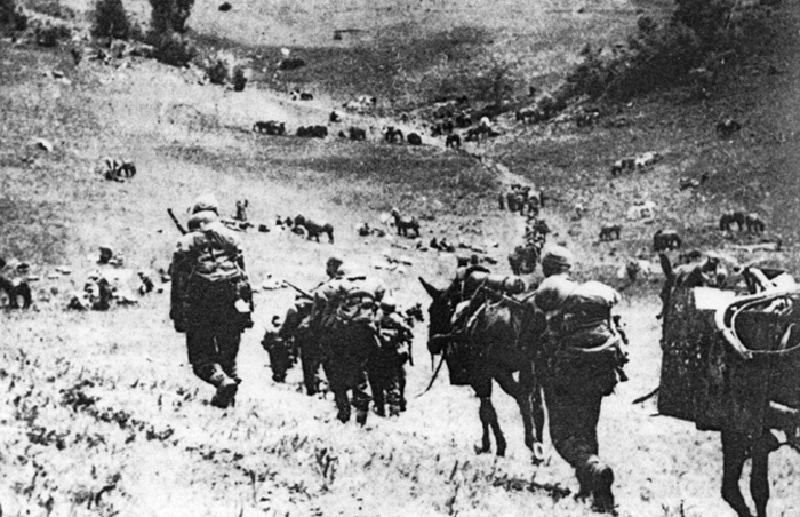
Бійці 118-ї дивізії на марші в горах.

Дивізія виникла шляхом переформування 718-ї піхотної дивізії в березні 1943. Після поповнення особового складу і оснащення гірським спорядженням, з червня 1943 року дивізія веде бої з югославськими партизанами в Боснії та захищає береги Далмації від висадки союзників в червні 1944 року в складі 5-го гірського корпусу СС. В жовтні 1944 — бере участь в обороні Белгарада від радянських військ. Попри це дивізія була відкинута в область Срем. У лютому 1945 року дивізія була перекинута в Південну Угорщину, а пізніше відступила до Австрії, де обороняла Відень. У травні 1945 року здалася в полон радянським та англійським військам.
Командувач дивізією генерал Йозеф Кюблер разом із командиром 750-го єгерського полку оберст-лейтенантом Гюнтером Трібюкіртом був заарештований, та доставлений до Белграда. У лютому 1947 року їх стратили за вироком військового трибуналу за злочини проти мирних жителів.

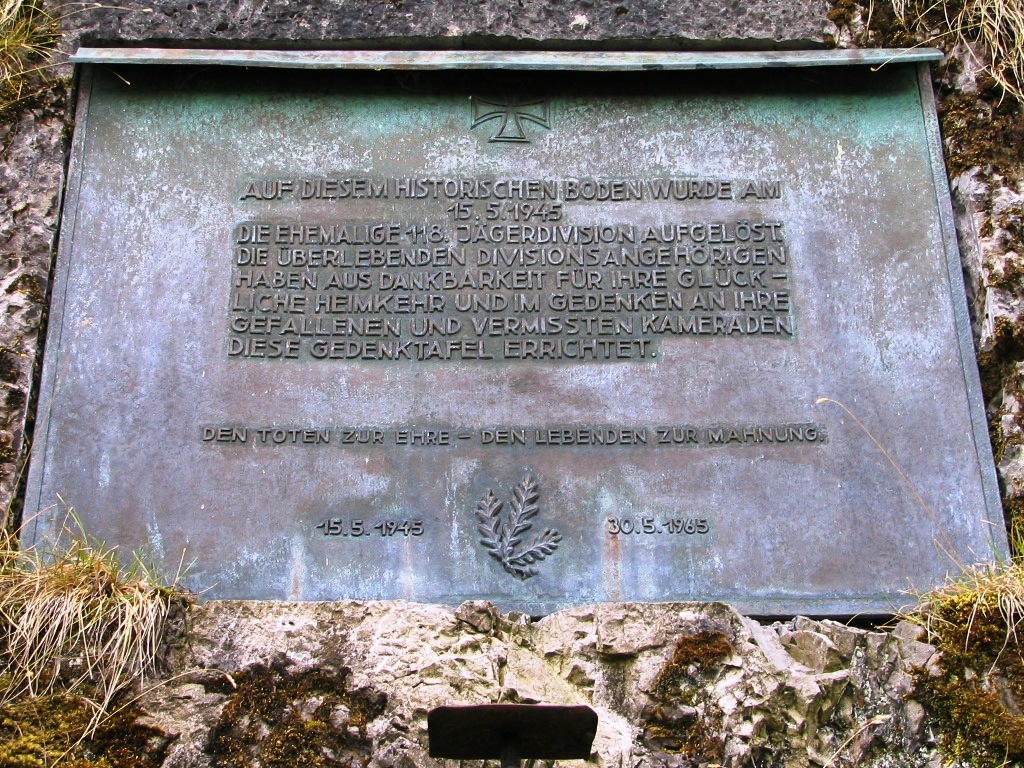
Меморіальна дошка на замку Гохостервітц "15 травня 1945 на цьому історичному місці, колишня 118-та стрілецька дивізія була розформована. В дяку за повернення додому живих і на згадку про загиблих та зниклих безвісти товаришів, зведена ця меморіальна дошка. Честь мертвих — нагадування живим. 15 травня 1945-30 травня 1965 "

## Структура дивізії
| 718-та піхотна дивізія     | 118-та єгерська дивізія    |
| -------------------------- | -------------------------- |
| 738-й піхотний полк        | 738-й єгерський полк       |
| 750-й піхотний полк        | 750-й єгерський полк       |
| 668-й артилерійський полк  | 668-й артилерійський полк  |
| 718-та рота велосипедистів | 118-та рота велосипедистів |
| —                          | 118-та протитанкова рота   |
| —                          | 118-та розвідувальна рота  |
| 718-та саперна рота        | 118-та саперна рота        |
| 718-та рота зв'язку        | 118-та рота зв'язку        |

## Нагороди
| Нагорода                                                    | Кількість нагороджених       |
| ----------------------------------------------------------- | ---------------------------- |
| Залізний Хрест                                              | 5 (в золоті)                 |
| Лицарський хрест                                            | 3 (включаючи непідтверджені) |
| Почесна застібка на орденську стрічку для Сухопутних військ | 2                            |

## Командувачі дивізією
- генерал-лейтенант Йохан Фортнер (3 травня 1941 — 14 березня 1943);
- генерал-лейтенант Йозеф Кюблер (14 березня 1943 — 10 липня 1944);
- оберст Рудольф Гертлер (10 липня 1944 , тимчасово виконував обов'язки);
- генерал-майор Губерт Ламай (10 липня 1944 — 8 травня 1945).